# آيت أحيي (تاكزيرت)
آيت أحيي هي إحدى مشيخات المملكة المغربية، تتبع جغرافيا لإقليم بني ملال وإداريًا لتاكزيرت. يقدر عدد سكانها بـ 3688 نسمة حسب الإحصاء الرسمي للسكان والسكنى لسنة 2004.